# Hochschulbücher für Mathematik
Hochschulbücher für Mathematik é uma coletânea de livros publicada de 1953 a 1990 pela Deutscher Verlag der Wissenschaften, Berlim, editada por Heinrich Grell, Karl Maruhn e Willi Rinow (ISSN 0073-2842).
Na série foram publicados trabalhos sobre os fundamentos da matemática bem como áreas específicas. Os autores incluem cientistas conhecidos. Além de livros de autores alemães, foram registradas traduções de línguas estrangeiras, como russo, polonês, húngaro, romeno e francês. O grupo alvo eram estudantes e cientistas de matemática e ciências afins.
A partir de 1954 também foi publicada a série suplementar Kleine Ergänzungsreihe (ISSN 0439-2973), cujos títulos foram em sua maior parte incluídos na Mathematische Schülerbücherei.
Licenças de alguns títulos foram publicadas pela Verlag Harri Deutsch, Frankfurt am Main, por R. Oldenbourg Verlag, Munique, e por Johann Ambrosius Barth Verlag, Leipzig.

## Títulos da Hochschulbücher für Mathematik
| Nr. | Autor                                                           | Título | Ano  | Observações                                            |
| --- | --------------------------------------------------------------- | --- | ---- | ------------------------------------------------------ |
| 1   | Vladimir Smirnov                                                | Lehrgang der höheren Mathematik Teil 1 | 1953 | ISBN 3-326-00028-6 (16. Aufl., 1990)                   |
| 2   | Vladimir Smirnov                                                | Lehrgang der höheren Mathematik Teil 2 | 1955 | ISBN 3-326-00029-4 (17. Aufl., 1990)                   |
| 3   | Vladimir Smirnov                                                | Lehrgang der höheren Mathematik Teil 3/1 | 1955 | ISBN 3-326-00666-7 (12. Aufl., 1991)                   |
| 4   | Vladimir Smirnov                                                | Lehrgang der höheren Mathematik Teil 3/2 | 1955 | ISBN 3-326-00047-2 (13. Aufl., 1987)                   |
| 5   | Vladimir Smirnov                                                | Lehrgang der höheren Mathematik Teil 4 | 1958 |                                                        |
| 5a  | Vladimir Smirnov                                                | Lehrgang der höheren Mathematik Teil 4/1 | 1988 | ISBN 3-326-00366-8                                     |
| 5b  | Vladimir Smirnov                                                | Lehrgang der höheren Mathematik Teil 4/2 | 1989 | ISBN 3-326-00367-6                                     |
| 6   | Vladimir Smirnov                                                | Lehrgang der höheren Mathematik Teil 5 | 1962 | ISBN 3-326-00667-5 (11. Aufl., 1991)                   |
| 7   | Pavel Alexandrov Aleksei Markushevich Aleksandr Khinchin (Red.) | Enzyklopädie der Elementarmathematik Band 1: Arithmetik                                                                                     | 1954 |                                                        |
| 8   | Pavel Alexandrov Aleksei Markushevich Aleksandr Khinchin (Red.) | Enzyklopädie der Elementarmathematik Band 2: Algebra                                                                                        | 1956 |                                                        |
| 9   | Pavel Alexandrov Aleksei Markushevich Aleksandr Khinchin (Red.) | Enzyklopädie der Elementarmathematik Band 3: Analysis                                                                                       | 1958 |                                                        |
| 10  | Pavel Alexandrov Aleksei Markushevich Aleksandr Khinchin (Red.) | Enzyklopädie der Elementarmathematik Band 4: Geometrie                                                                                      | 1969 |                                                        |
| 11  | Pavel Alexandrov Aleksei Markushevich Aleksandr Khinchin (Red.) | Enzyklopädie der Elementarmathematik Band 5: Geometrie                                                                                      | 1971 |                                                        |
| 14  | Georgij P. Tolstow                                              | Fourierreihen | 1955 |                                                        |
| 15  | Modest M. Smirnow                                               | Aufgaben zu den partiellen Differentialgleichungen der mathematischen Physik                                                                | 1955 |                                                        |
| 16  | Aleksei Markushevich                                            | Skizzen zur Geschichte der analytischen Funktionen                                                                                          | 1955 |                                                        |
| 17  | Anatolij D. Myschkis                                            | Lineare Differentialgleichungen mit nacheilendem Argument                                                                                   | 1955 |                                                        |
| 18  | Rudolf Kochendörffer                                            | Einführung in die Algebra | 1955 |                                                        |
| 19  | Leonid Kantorovich Vladimir Ivanovich Krylov                    | Näherungsmethoden der höheren Analysis | 1956 |                                                        |
| 20  | Vyacheslav Vassilievich Stepanov                                | Lehrbuch der Differentialgleichungen | 1956 |                                                        |
| 21  | Victor Kupradze                                                 | Randwertaufgaben der Schwingungstheorie und Integralgleichungen                                                                             | 1956 |                                                        |
| 22  | Ivan Vinogradov                                                 | Elemente der Zahlentheorie | 1955 |                                                        |
| 23  | Pavel Alexandrov                                                | Einführung in die Mengenlehre und die Theorie der reellen Funktionen                                                                        | 1956 |                                                        |
| 24  | Isaak Yaglom Vladimir Boltyansky                                | Konvexe Figuren | 1956 |                                                        |
| 25  | Ivan Privalov                                                   | Randeigenschaften analytischer Funktionen                                                                                                   | 1956 |                                                        |
| 26  | Ott-Heinrich Keller                                             | Analytische Geometrie und lineare Algebra                                                                                                   | 1957 |                                                        |
| 27  | Frigyes Riesz Béla Szőkefalvi-Nagy                              | Vorlesungen über Funktionalanalysis | 1956 |                                                        |
| 28  | André Lichnerowicz                                              | Lineare Algebra und lineare Analysis | 1956 |                                                        |
| 29  | Lev Pontryagin                                                  | Grundzüge der kombinatorischen Topologie | 1956 |                                                        |
| 30  | Wilhelm Specht                                                  | Elementare Beweise der Primzahlsätze | 1956 |                                                        |
| 31  | Gennadi Golusin                                                 | Geometrische Funktionentheorie | 1957 |                                                        |
| 32  | Nikolai Günter Rodion Kuzmin                                    | Aufgabensammlung zur höheren Mathematik Band 1                                                                                              | 1957 |                                                        |
| 33  | Nikolai Günter Rodion Kuzmin                                    | Aufgabensammlung zur höheren Mathematik Band 2                                                                                              | 1957 | ISBN 3-326-00027-8 (8. Aufl., 1986)                    |
| 34  | Hans Reichardt                                                  | Vorlesungen über Vektor- und Tensorrechnung                                                                                                 | 1957 |                                                        |
| 35  | Alexander Petrovich Norden                                      | Elementare Einführung in die Lobatschewskische Geometrie                                                                                    | 1958 |                                                        |
| 36  | Felix Gantmacher                                                | Matrizenrechnung Teil 1: Allgemeine Theorie                                                                                                 | 1958 |                                                        |
| 37  | Felix Gantmacher                                                | Matrizenrechnung Teil 2: Spezielle Fragen und Anwendungen                                                                                   | 1959 |                                                        |
| 38  | Werner Kramer                                                   | Darstellende Geometrie | 1959 |                                                        |
| 39  | Andrey Tychonoff Alexander Andreevich Samarskii                 | Differentialgleichungen der mathematischen Physik                                                                                           | 1959 |                                                        |
| 40  | Marek Fisz                                                      | Wahrscheinlichkeitsrechnung und mathematische Statistik                                                                                     | 1958 | ISBN 3-326-00079-0 (11. Aufl., 1989)                   |
| 41  | Alexander Gelfond                                               | Differenzenrechnung | 1958 |                                                        |
| 42  | Pjotr K. Raschewski                                             | Riemannsche Geometrie und Tensoranalysis | 1959 |                                                        |
| 43  | Vladimir Golubev                                                | Vorlesungen über Differentialgleichungen in Komplexen                                                                                       | 1958 |                                                        |
| 44  | Edmund Landau                                                   | Diophantische Gleichungen mit endlich vielen Lösungen                                                                                       | 1959 | neu hrsg. von Arnold Walfisz                           |
| 45  | Mark Naimark                                                    | Normierte Algebren | 1959 |                                                        |
| 46  | Otakar Borůvka                                                  | Grundlagen der Gruppoid- und Gruppentheorie                                                                                                 | 1960 |                                                        |
| 47  | Israel Gelfand Georgiy Shilov                                   | Verallgemeinerte Funktionen (Distributionen) Teil 1: Verallgemeinerte Funktionen und das Rechnen mit ihnen                                  | 1960 |                                                        |
| 48  | Israel Gelfand Georgiy Shilov                                   | Verallgemeinerte Funktionen (Distributionen) Teil 2: Lineare topologische Räume. Räume von Grundfunktionen und verallgemeinerten Funktionen | 1962 |                                                        |
| 49  | Israel Gelfand Georgiy Shilov                                   | Verallgemeinerte Funktionen (Distributionen) Teil 3: Einige Fragen zur Theorie der Differentialgleichungen                                  | 1964 |                                                        |
| 50  | Israel Gelfand Naum Vilenkin                                    | Verallgemeinerte Funktionen (Distributionen) Teil 4: Einige Anwendungen der harmonischen Analyse. Gelfandsche Raumtripel                    | 1964 |                                                        |
| 51  | Nikolai Efimov                                                  | Höhere Geometrie | 1960 |                                                        |
| 52  | Hanfried Lenz                                                   | Grundlagen der Elementarmathematik | 1962 |                                                        |
| 53  | Grigorij J. Ljubarski                                           | Anwendungen der Gruppentheorie in der Physik                                                                                                | 1962 |                                                        |
| 54  | Alfréd Rényi                                                    | Wahrscheinlichkeitsrechnung. Mit einem Anhang über Informationstheorie                                                                      | 1962 |                                                        |
| 55  | Nikola Obreschkoff                                              | Verteilung und Berechnung der Nullstellen reeller Polynome                                                                                  | 1963 |                                                        |
| 56  | Fritz Rühs                                                      | Funktionentheorie | 1962 |                                                        |
| 57  | Mark Naimark                                                    | Lineare Darstellungen der Lorentzgruppe | 1963 |                                                        |
| 58  | Solomon Mikhlin                                                 | Vorlesungen über lineare Integralgleichungen                                                                                                | 1962 |                                                        |
| 59  | Gheorghe Marinescu                                              | Espaces vectoriels pseudotopologiques et théorie des distributions                                                                          | 1963 |                                                        |
| 60  | Helmut Boseck                                                   | Einführung in die Theorie der linearen Vektorräume                                                                                          | 1965 |                                                        |
| 61  | Grigory Fichtenholz                                             | Differential- und Integralrechnung Band 1                                                                                                   | 1964 | ISBN 3-326-00398-6 (13. Aufl., 1989)                   |
| 62  | Grigory Fichtenholz                                             | Differential- und Integralrechnung Band 2                                                                                                   | 1964 | ISBN 3-326-00399-4 (10. Aufl., 1990)                   |
| 63  | Grigory Fichtenholz                                             | Differential- und Integralrechnung Band 3                                                                                                   | 1964 | ISBN 3-335-00324-1 (12. Aufl., 1992)                   |
| 64  | Nicolae Dinculeanu                                              | Vector Measures | 1966 |                                                        |
| 65  | Wolfgang Tutschke                                               | Grundlagen der Funktionentheorie | 1967 |                                                        |
| 66  | Lothar Berg                                                     | Asymptotische Darstellungen und Entwicklungen                                                                                               | 1968 |                                                        |
| 67  | Otakar Borůvka                                                  | Lineare Differentialtransformationen 2. Ordnung                                                                                             | 1967 |                                                        |
| 68  | Rolf Klötzler                                                   | Mehrdimensionale Variationsrechnung | 1969 |                                                        |
| 69  | Sergei Chernikov                                                | Lineare Ungleichungen | 1971 |                                                        |
| 70  | Iwan S. Beresin                                                 | Numerische Methoden Teil 1 | 1970 |                                                        |
| 71  | Iwan S. Beresin                                                 | Numerische Methoden Teil 2 | 1970 |                                                        |
| 72  | Sergej M. Ermakow                                               | Die Monte-Carlo-Methode und verwandte Fragen                                                                                                | 1975 |                                                        |
| 73  | Manfred Herrmann Ludwig Stammler Ulrich Sterz                   | Geometrie auf Varietäten | 1975 |                                                        |
| 74  | Vasily Vladimirov                                               | Gleichungen der mathematischen Physik | 1972 |                                                        |
| 75  | Rolf Sulanke Peter Wintgen                                      | Differentialgeometrie und Faserbündel | 1972 |                                                        |
| 76  | Hans Triebel                                                    | Höhere Analysis | 1972 |                                                        |
| 77  | Cabiria Andreian Cazacu                                         | Theorie der Funktionen mehrerer komplexer Veränderlicher                                                                                    | 1975 |                                                        |
| 78  | Andrei Kolmogorov Sergei Fomin                                  | Reelle Funktionen und Funktionalanalysis | 1975 |                                                        |
| 79  | Willi Rinow                                                     | Lehrbuch der Topologie | 1975 |                                                        |
| 80  | Arno Langenbach                                                 | Monotone Potentialoperatoren in Theorie und Anwendung                                                                                       | 1976 |                                                        |
| 81  | Kurt Leichtweiß                                                 | Konvexe Mengen | 1980 |                                                        |
| 82  | Wolfgang Tutschke                                               | Partielle komplexe Differentialgleichungen in einer und in mehreren komplexen Variablen                                                     | 1977 |                                                        |
| 83  | Vladimir Arnold                                                 | Gewöhnliche Differentialgleichungen | 1979 | ISBN 3-326-00637-3 (2. Aufl., 1991) Inhaltsverzeichnis |
| 84  | Arno Langenbach                                                 | Vorlesungen zur höheren Analysis | 1984 |                                                        |
| 85  | Pavel Alexandrov                                                | Einführung in die Mengenlehre und in die allgemeine Topologie                                                                               | 1984 |                                                        |
| 86  | Felix Gantmacher                                                | Matrizentheorie | 1986 | Inhaltsverzeichnis                                     |
| 87  | Arkady Onishchik Rolf Sulanke                                   | Algebra und Geometrie Teil 1: Eine Einführung                                                                                               | 1986 | ISBN 3-326-00020-0                                     |
| 88  | Arkady Onishchik Rolf Sulanke                                   | Algebra und Geometrie Teil 2: Moduln und Algebren                                                                                           | 1988 | ISBN 3-326-00193-2 Inhaltsverzeichnis                  |
| 90  | Vladimir Arnold                                                 | Geometrische Methoden in der Theorie der gewöhnlichen Differentialgleichungen                                                               | 1987 | ISBN 3-326-00011-1 Inhaltsverzeichnis                  |
| 91  | Albert Shiryaev                                                 | Wahrscheinlichkeit | 1988 | ISBN 3-326-00195-9                                     |
| 92  | Mark Naimark                                                    | Normierte Algebren | 1990 | ISBN 3-326-00191-6 Inhaltsverzeichnis                  |

### Kleine Ergänzungsreihe
Esclarecimentos:
Ano: Especificação do ano de inclusão no Kleine Ergänzungsreihe. Se o título já tiver sido publicado anteriormente, a edição a partir da qual o título foi gravado e o ano da primeira edição serão indicados.
Observações: Indicação do número do título na Mathematische Schülerbücherei (MSB).
| Nr. | Autor                              | Título | Ano                            | Observações                                |
| --- | ---------------------------------- | --- | ------------------------------ | ------------------------------------------ |
| 1   | Nikolai N. Worobjow                | Die Fibonaccischen Zahlen                                                                                          | 1971 (2. Aufl., 1. Aufl. 1954) | MSB 19                                     |
| 2   | Pavel Alexandrov                   | Einführung in die Gruppentheorie                                                                                   | 1965 (5. Aufl., 1. Aufl. 1954) | MSB 1                                      |
| 3   | Ilja S. Sominski                   | Die Methode der vollständigen Induktion                                                                            | 1965 (6. Aufl., 1. Aufl. 1954) | MSB 8                                      |
| 4   | Pavel Korovkin                     | Ungleichungen | 1965 (4. Aufl., 1. Aufl. 1954) | MSB 9                                      |
| 5   | Alexander Gelfond                  | Die Auflösung von Gleichungen in ganzen Zahlen (Diophantische Gleichungen)                                         | 1968 (4. Aufl., 1. Aufl. 1954) | MSB 22                                     |
| 6   | Aleksandr Kurosh                   | Algebraische Gleichungen beliebigen Grades                                                                         | 1965 (3. Aufl., 1. Aufl. 1954) | MSB 21                                     |
| 8   | Boris Gnedenko Aleksandr Khinchin  | Elementare Einführung in die Wahrscheinlichkeitsrechnung                                                           | 1965 (5. Aufl., 1. Aufl. 1955) | MSB 10                                     |
| 9   | Isidor Natanson                    | Einfachste Maxima- und Minima-Aufgaben                                                                             | 1965 (3. Aufl., 1. Aufl. 1955) | MSB 15                                     |
| 10  | Aleksei Markushevich               | Flächeninhalte und Logarithmen                                                                                     | 1965 (2. Aufl., 1. Aufl. 1955) | MSB 43                                     |
| 11  | Aleksei Markushevich               | Rekursive Folgen                                                                                                   | 1968 (2. Aufl., 1. Aufl. 1955) | MSB 25                                     |
| 12  | Isidor Natanson                    | Summierung unendlich kleiner Größen. Einführung in die Integralrechnung                                            | 1969 (3. Aufl., 1. Aufl. 1955) | MSB 16                                     |
| 13  | Jewgeni B. Dynkin                  | Mathematische Unterhaltungen Teil 1: Mehrfarbenprobleme                                                            | 1955                           | MSB 18                                     |
| 14  | Jewgeni B. Dynkin                  | Mathematische Unterhaltungen Teil 2: Aufgaben aus der Zahlentheorie                                                | 1965 (2. Aufl., 1. Aufl. 1956) | MSB 20                                     |
| 15  | Eugene Dynkin Vladimir Uspensky    | Mathematische Unterhaltungen Teil 3: Aufgaben aus der Wahrscheinlichkeitsrechnung: Irrfahrten (Markoffsche Ketten) | 1956                           | MSB 26                                     |
| 16  | Aleksei Markushevich               | Komplexe Zahlen und konforme Abbildungen                                                                           | 1965 (2. Aufl., 1. Aufl. 1956) | MSB 42                                     |
| 17  | Igor Shafarevich                   | Über die Auflösung von Gleichungen höheren Grades (Sturmsche Methode)                                              | 1965 (2. Aufl., 1. Aufl. 1956) | MSB 23                                     |
| 18  | Wladimir G. Scherwatow             | Hyperbelfunktionen                                                                                                 | 1969 (2. Aufl.)                |                                            |
| 19  | Jakov S. Dobnow                    | Fehler in geometrischen Beweisen                                                                                   | 1965 (2. Aufl., 1. Aufl. 1958) | MSB 17                                     |
| 20  | Emil Donath                        | Die merkwürdigen Punkte und Linien des ebenen Dreiecks                                                             | 1968                           | MSB 44                                     |
| 21  | Tiberiu Roman                      | Reguläre und halbreguläre Polyeder                                                                                 | 1968                           | MSB 45 ISBN 3-326-00192-4 (2. Aufl., 1986) |
| 22  | Ilija M. Sobol                     | Die Monte-Carlo-Methode                                                                                            | 1971                           | MSB 50                                     |
| 23  | Lev A. Kaloujnine                  | Primzahlzerlegung                                                                                                  | 1971                           | MSB 59                                     |
| 24  | Nikolai N. Worobjow                | Teilbarkeitskriterien                                                                                              | 1972                           | MSB 52                                     |
| 25  | Vladimir Boltyansky Israel Gohberg | Sätze und Probleme der kombinatorischen Geometrie                                                                  | 1972                           | MSB 51                                     |
| 26  | Lidia I. Golowina Isaak Yaglom     | Vollständige Induktion in der Geometrie                                                                            | 1973                           | MSB 75                                     |
| 27  | Aleksandr S. Solodownikow          | Lineare Ungleichungssysteme                                                                                        | 1973                           | MSB 74                                     |
| 28  | Isabella Bashmakova                | Diophant und Diophantische Gleichungen                                                                             | 1974                           | MSB 80                                     |
| 29  | Herbert Pieper                     | Zahlen aus Primzahlen. Eine Einführung in die Zahlentheorie                                                        | 1974                           | MSB 81                                     |
| 30  | Klaus-Dieter Drews                 | Lineare Gleichungssysteme und lineare Optimierungsaufgaben                                                         | 1975                           | MSB 89                                     |
| 31  | Lothar Berg                        | Differenzengleichungen zweiter Ordnung mit Anwendungen                                                             | 1979                           | MSB 97                                     |
| 32  | Gerschon I. Drinfeld               | Quadratur des Kreises und Transzendenz von π                                                                       | 1980                           | MSB 101                                    |